# Christof W. Burckhardt
Christof W. Burckhardt (* 16. Februar 1927 in Zürich; † 16. Mai 2017 in Renens) war Schweizer Physiker und Autor von Kriminalromanen.

## Leben
Christof Walter Burckhardt wurde als Sohn des Architekten-Ehepaars Elsa Burckhardt-Blum und Ernst Friedrich Burckhardt in Zürich geboren. 1947 bis 1952 studierte er Physik an der ETH Zürich, von 1953 bis 1955 an der Universität Bern, wo er auch promovierte. Von 1955 bis 1965 arbeitete er am Battelle-Institut in Genf, dann an der University of Illinois (USA). Zwischen 1966 und 1970 war er Direktor der TEST AG in Genf. Von 1969 bis 1994 war er Professor für Mikrotechnik an der École polytechnique fédérale de Lausanne (EPFL) ‚Eidgenössische Technische Hochschule Lausanne (ETHL)‘ mit den Schwerpunktthemen Industrieroboter, Sensortechnik und Medizintechnik.
Während seiner Jugend spielte er Klavier und Posaune in der Jazzband Stomp-Club Küsnacht (1948–1952).
Nach seiner Pensionierung im Jahr 1994 begann er Kriminalromane mit technischem Hintergrund zu schreiben; deren Protagonistin ist Esther Correvon, eine junge Polizeikommissarin aus Zürich.

## Werke
- Industrial robots – Robots industriels – Industrie-Roboter, Tagungsberichte (1975)
- Device for measuring force, Patent (1985)[4]
- Automation, Regelung, Roboter, Fachbuch (1984)
- Apparatus for measurement of an eye's response to visual flicker, Patent (1993)[4]
- Der Roboter, Kriminalroman (1998)
- Mephisto in Venedig, Kriminalroman (1999)
- Mörder mit Geige, Kriminalroman (2001)